# Stadion Ganczo Panowa w Pawlikeni
Stadion Ganczo Panowa (bułg. Стадион Ганчо Панов) – wielofunkcyjny stadion w Pawlikeni, w Bułgarii. Obiekt może pomieścić 10 000 widzów. Swoje spotkania na stadionie rozgrywają piłkarze klubu FK Pawlikeni.